# Alliopsis freyi
Alliopsis freyi är en tvåvingeart som först beskrevs av Ringdahl 1932.  Alliopsis freyi ingår i släktet Alliopsis och familjen blomsterflugor. Arten är reproducerande i Sverige. Inga underarter finns listade i Catalogue of Life.